# Рейчъл Тейлър
Рейчъл Мей Тейлър (на английски: Rachael May Taylor) е австралийска актриса и модел родена на 11 юли 1984 г. в Лонсестон, Австралия. Тя прави дебюта си в киното в краткотрайния австралийски сериал „headLand“. След това прави дебюта си и в Холивуд, като играе във „Виж страха“, „Трансформърс“, „Призрачна бленда“ и „Splinterheads“. Скорошниоте ѝ появи в сериали са в „Парк Авеню 666“ и „Клопка“.

## Биография
Тейлър е родена в Лонсестън, Тасмания, дъщеря е на Кристин и Найджъл Тейлър. Тейлър е искала да стане актриса, тъй като още от дете е изпълнявала много училищни пиеси.
Като модел, Тейлър се състезава успешно в националния конкурс „Miss Teen Tasmania“ и стига до финала. Появява се в редица американски продукции – както в телевизионни филми така и в сериали. Нейната най-важна роля е като „Маги“, във филма „Трансформърс“ от 2007 г., където си партнира заедно с Меган Фокс и Шая Лебьоф.
През 2011 г., Тейлър участва в римейка на сериала „Ангелите на Чарли“ (Charlie's Angels)
Играе в сериалът на ABC „Парк Авеню 666“ (666 Park Avenue).

### Личен живот
През август 2010 г. след два инцидента на насилие в един хотел в Рим от тогавашния и приятел, актьорът Матю Нютън, Тейлър изважда ограничителна заповед за насилие срещу него.

## Филмография

### Филми
| Година | Филм                                     | Роля                  |
| ------ | ---------------------------------------- | --------------------- |
| 2004   | The Mystery of Natalie Wood              | Мериан Маринкович     |
| 2005   | Dynasty: The Making of a Guilty Pleasure | Катерина Оксенбърг    |
| 2005   | Man-Thing                                | Тери Елизабет Ричардс |
| 2006   | See No Evil                              | Зоуи                  |
| 2007   | Трансформърс                             | Маги Медсен           |
| 2008   | Bottle Shock                             | Сам Фултон            |
| 2008   | Shutter                                  | Джейн Шоу             |
| 2008   | The Legend of Bloody Mary                | Гуен                  |
| 2008   | Deception                                | Жена в коридора       |
| 2009   | Ghost Machine                            | Джес                  |
| 2009   | Cedar Boys                               | Ейми                  |
| 2009   | Splinterheads                            | Галакси               |
| 2010   | Summer Coda                              | Хайди                 |
| 2010   | Providence Park                          | Моторжийка            |
| 2011   | Red Dog                                  | Нанси                 |
| 2011   | The Darkest Hour                         | Ани                   |
| 2012   | Any Questions for Ben?                   | Алексис (Алекс)       |
| 2014   | The Loft                                 | Ан                    |

### Сериали
| Година      | Сериал             | Роля                  | Бележки                          |
| ----------- | ------------------ | --------------------- | -------------------------------- |
| 2005        | McLeod's Daughters | Натали Луис Браун     | „Old Flames“ (сезон 5: епизод 8) |
| 2005        | Hercules           | Жена/сфинкс           | мини сериал                      |
| 2005/06     | headLand           | Саша Форбс            | Главна роля; 58 епизода          |
| 2009        | Washingtonienne    | Даки                  | „Pilot“ (сезон 1: епизод 1)      |
| 2011        | Анатомията на Грей | Д-р Луси Фийлдс       | 8 епизода                        |
| 2011        | Charlie's Angels   | Абигейл „Аби“ Сампсън | Главна роля; 8 епизода           |
| 2012 – 2013 | 666 Park Avenue    | Джейн Ван Вийн        | Главна роля                      |
| 2014        | Клопка             | Сузи Дън              | Главна роля                      |
| 2015        | Джесика Джоунс     | Триш „Патси“ Уокър    | Главна роля                      |